# عايدة فوزي

عايدة فوزي (مطربة)

عايدة فوزي مطربة لبنانية من مواليد لبنان جاءت لتقيم في مصر في النصف الثاني من الأربعينيات  وغنت في فيلم «البيت الكبير» 1949 في مشهد الحفلة الخيرية التي دعت إليها نادية كامل (نادية سلطان) خطيبة جلال (عماد حمدى) أغنية «عيدك يانور العين أفراح»، كما غنت في فيلم «ليلة الدخلة» 1950 أغنية «ليا وليا ياليا أنا عصفورة ع الميه».

## أعمالها في السينما
فيلم «ليلة الدخلة» عام 1950 للمخرج مصطفى حسن  (قامت بالغناء).
فيلم «البيت الكبير» عام 1949 للمخرج أحمد كامل مرسي.

## وصلات خارجية
- عايدة فوزي على موقع دهليز
- عايدة فوزي على موقع السينما
- عايدة فوزي على موقع يوتيوب
- عايدة فوزي على موقع كاروهات